# Melai
Melai is een bestuurslaag in het regentschap Kepulauan Meranti van de provincie Riau, Indonesië. Melai telt 2116 inwoners (volkstelling 2010).